# Перетц, Егор Абрамович
Его́р Абра́мович Пе́ретц (25 января [6 февраля] 1833, Санкт-Петербург — 19 февраля [3 марта] 1899, Санкт-Петербург) — русский государственный деятель, участник разработки «великих реформ». Действительный тайный советник (1883).
Государственный секретарь в 1878—1883 годах, впоследствии член Государственного совета. Автор «Дневника Е. А. Перетца — государственного секретаря», ставшего ценным источником по изучению внутренней политики России конца правления Александра II и начала правления Александра III.

## Детство и юность
Родился в семье банкира, корабельного подрядчика и откупщика коммерции-советника Абрама Израилевича Перетца. Родительский дом был открыт для многих известных людей. Абрам Израилевич поддерживал широкий круг связей, в том числе и в высших кругах общества, среди его близких знакомых были глава II отделения Собственной Его Императорского Величества канцелярии М. М. Сперанский и министр финансов Е. Ф. Канкрин. Будучи евреем, А. И. Перетц в 1813 году принимает лютеранство, что, возможно, было связано с его женитьбой.
Егор Перетц получил хорошее домашнее образование, продолженное в петербургской гимназии, что позволило успешно поступить на юридический факультет Санкт-Петербургского Императорского университета, который он окончил в 1854 году.

## Государственная служба

### Собственная Его Императорского Величества канцелярия (1855—1868)
В 1854 году на сыновей коммерции советников было распространено право поступать на государственную службу канцелярскими служителями второго разряда. 20 января (1 февраля) 1855 Е. А. Перетц был принят на службу во II отделение Собственной Его Императорского Величества канцелярии сверх штата с чином коллежского секретаря. 29 февраля (12 марта) 1855 он был принят в штат. Начав с должности младшего чиновника, Перетц успешно продвигался по служебной линии, ему довелось управлять письмоводством 2-го отделения, быть делопроизводителем Комитета для рассмотрения проекта нового «Воинского устава о наказаниях», членом Комитета для надзора за типографией отделения.
В 1862 году начался важный этап карьеры Перетца. Он был назначен членом учрежденной при Государственном совете Комиссии для составления судебных уставов, занимавшейся подготовкой судебной реформы. В июне-августе 1862 года Перетц находился в служебной командировке, изучая зарубежный опыт функционирования судебной системы. Работа Перетца по подготовке судебной реформы была отмечена в 1864 году Орденом Святого Владимира 3-й степени.
В 1865 году Перетц был назначен старшим чиновником Собственной Е. И. В. канцелярии, соответственно чему вырастают объем и ответственность его работы. Основными сферами её приложения стали деятельность в техническом комитете департамента неокладных сборов Министерства финансов, Особой комиссии А. А. Непокойчицкого по разработке «Воинского устава о наказаниях», Комитета для рассмотрения проекта «Военно-судебного устава» во главе с великим князем Константином Николаевичем, Комиссии для рассмотрения предложений о преобразовании тюремной части, Комиссии Д. М. Сольского для рассмотрения проектов новых положений и штатов учреждений Кавказского наместничества, Комиссии А. Б. Лобанова-Ростовского для разработки и составления проекта закона о некоторых гражданских правах раскольников и др. За замечания на проект «Военно-судебного устава» Перетц удостоился в 1867 году особого благоволения Александра II. За время службы в Собственной Е. И. В. канцелярии Перетц дослужился до чина действительного статского советника.

### Государственная канцелярия (1869—1878)
1 (13) января 1869 года Е. А. Перетц был переведен на службу в Государственную канцелярию на должность исполняющего обязанности статс-секретаря Департамента законов. Он отличился при работе в Комиссии С. Н. Урусова для рассмотрения проектов положений о городском общественном управлении и хозяйстве, заслужив ещё одну высочайшую благодарность.
1 (13) января 1871 года Перетц был утвержден статс-секретарем Департамента законов Государственного совета и произведен в тайные советники. Через год, 1 (13) января 1872 года он стал статс-секретарем его императорского величества. В том же году он был назначен в члены Комиссии А. Е. Тимашева о применении нового «Городского положения» к городам западных губерний. С 1873 года Перетц управлял делами Особого присутствия по воинской повинности. Определением Правительствующего Сената от 24 января 1873 года, утверждено постановление С.-Петербургского дворянского депутатского собрания от 21.12.1872 года, о внесении в третью часть дворянской родословной книги тайного советника Егора Абрамовича Перетц, с женой его Софьей Александровной, сыном Александром-Георгием и дочерью Марией, по личным его заслугам.
За работу по рассмотрению законов о всеобщей воинской повинности Перетц был награждён в 1874 году Орденом Святой Анны 1-й степени. Впоследствии он был членом Комиссии при Министерстве юстиции по введению ипотечной системы и Особого совещания во главе с Ф. П. Литке по вопросу обеспечения семейств убитых, раненных и без вести пропавших воинских чинов.
Перетц оставил о себе впечатление самого деятельного сотрудника тогдашнего государственного секретаря Д. М. Сольского, которого замещал в 1875 году во время его 3,5-месячного отпуска.

### Государственный секретарь (1878—1882)
7 (19) июля 1878 года государственный секретарь Д. М. Сольский был назначен государственным контролером, а обязанности государственного секретаря были возложены на Е. А. Перетца. Помимо постоянных работ по организации делопроизводства Государственного совета, за которое отвечала Государственная канцелярия, в том числе обеспечения работы незадолго перед тем образованной Комиссии о преобразовании тюремной части и появившейся в октябре Комиссии о введении мировых судебных установлений в прибалтийских губерниях, Перетц стал председателем Комиссии для предварительного соображения по проекту положения об офицерах и чиновниках военного и военно-морского запаса.
В 1879 году Государственный совет исполнил судебную функцию, образовав Верховный уголовный суд по делу А. К. Соловьева, совершившего неудачное покушение на императора Александра II. Председателем суда стал князь С. Н. Урусов. Это дело, а также террористический взрыв в Зимнем дворце, случившийся 5 (17) февраля 1880 года, заставили госсекретаря озаботиться безопасностью помещений Государственного совета, располагавшегося на первом этаже Зимнего дворце, в частности — закрыть доступ в подвал под залой Совета.
Е. А. Перетц полагал роль Государственного совета в системе органов власти Российской империи одной из ключевых. Он отстаивал необходимость подробного обсуждения в Госсовете всех законодательных предположений, чтобы министры в своей деятельности были более осторожны и совершали более обдуманные шаги. Ключевой же в рамках Госсвета Перетц считал роль делопроизводственного аппарата. Известно его высказывание о том, что благодаря обработке журналов заседаний Государственного совета в канцелярии «можно предположить, что в Совете сидят чуть ли не Солоны; при публичности заседаний иллюзия совершенно исчезнет». Сам же Перетц всегда был точным исполнителем высочайшей воли, благодаря чему и пользовался доверием как императора Александра II, так и председателя Государственного совета великого князя Константина Николаевича.
После вступления на престол императора Александра III, последовавшего за убийством Александра II 1 (13) марта 1881 года, в работе Государственного совета и Государственной канцелярии последовал ряд существенных изменений. 13 (25) июля 1881 года от должности председателя Госсовета был уволен великий князь Константин Николаевич, а на следующий день император назначил на эту должность великого князя Михаила Николаевича. Следом за тем был произведен ряд структурных изменений: закрыты Особое о воинской повинности присутствие (сентябрь 1882) и Главный комитет об устройстве сельского состояния (май 1882). 23 января (4 февраля) 1882 года был подписан указ о преобразовании II отделения Собственной Его Императорского Величества канцелярии в Кодификационный отдел при Государственном совете, главноуправляющим которым был назначен Е. П. Старицкий. Вместе со II отделением в ведение Госсовета перешла и типография, получившая с того времени название Государственной.

Что же касается самого государственного секретаря, то его судьба была решена. А. А. Половцов, сменивший Перетца на этом посту, зафиксировал такие слова Александра III: 
Я сидел в Государственном совете, будучи великим князем, и уже тогда меня коробило от направления, которое получали дела благодаря стараниям Государственной канцелярии. Я не имел доверия к Перетцу и поэтому сменил его; я надеюсь, что Вы дадите делу другое направление и перемените состав Государственной канцелярии.
1 (13) января 1883 года Перетц был уволен с поста государственного секретаря с одновременным назначением членом Государственного совета и сохранением звания статс-секретаря императора.

### Член Государственного совета (1883—1899)
При увольнении с поста государственного секретаря Перетц был назначен членом Госсовета по департаменту законов, в котором на протяжении следующих 16 лет был одним из самых деятельных членов. В 1885—1886 годах он был председателем Комиссии для окончательной разработки положения об особых преимуществах гражданской службы в отдаленных краях империи. В 1889 году участвовал в рассмотрении дела об ответственности бывшего министра путей сообщения К. Н. Посьета и барона К. Г. Шернваля за крушение императорского поезда в Борках. С 1895 года и до смерти он возглавлял Комиссию для пересмотра «Устава о службе гражданской» и других, относящихся до сей службы постановлений.

## Личная жизнь

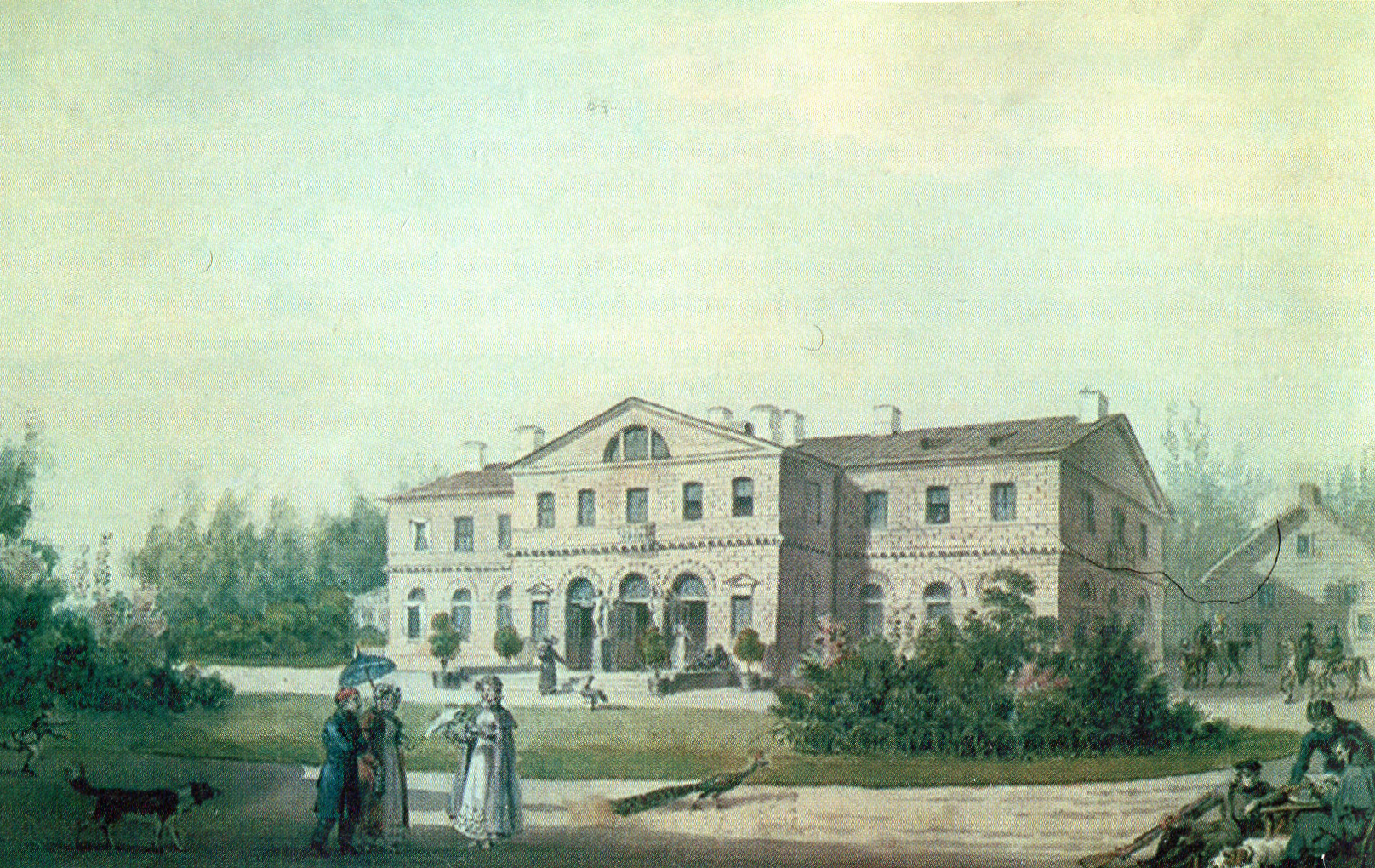
Мыза Приютино

Женат был на своей племяннице, Софье Александровне Гревениц — дочери сестры.
В 1882 году Перетц купил в качестве летней дачи усадьбу Приютино под Петербургом.
В феврале 1899 года Е. А. Перетц скончался и был похоронен на Волковском лютеранском кладбище в Санкт-Петербурге.

## Дневник Е. А. Перетца
Дневниковые записи Е. А. Перетца охватывают период с сентября 1880 года по январь 1883 года — переломный период, связанный последними месяцами правления Александра II и серьёзными изменениями во внутренней политике, произошедшими в начале правления Александра III. В частности, дневник Перетца подробно описывает совещание 8 (20) марта 1881 года, на котором решалась судьба конституционного проекта М. Т. Лорис-Меликова. Описываются в нем и последующие события, связанные с уходом в отставку видных деятелей предыдущего царствования и принятием принципиальных решений о дальнейших шагах во внутренней политике (вопросы о сложении выкупных платежей, отмене подушной подати и т. д.)
Дневник был опубликован в 1927 году выдающимся археографом А. А. Сергеевым с предисловием А. Е. Преснякова.

## Награды
- Орден Святого Станислава 3-й степени (17.04.1860)
- Орден Святого Станислава 2-й степени с императорской короной (23.04.1861)
- Орден Святого Владимира 3-й степени (31.12.1864)
- Орден Святого Станислава 1-й степени (21.06.1868)
- Орден Святой Анны 1-й степени (01.01.1874)
- Орден Святого Владимира 2-й степени (01.01.1876)
- Орден Белого орла (01.01.1878)
- Орден Святого Александра Невского (19.02.1880)
- Бриллиантовые знаки к ордену Святого Александра Невского (01.01.1887)
- Орден Святого Владимира 1-й степени (01.01.1895)